# Alexandre Marmorek
Alexandre Marmorek (né le 19 février 1865 à Melnytsia-Podilska, Galicie, et décédé le 12 juillet 1923 à Paris) est un médecin, bactériologiste et militant sioniste.

## Famille
Alexandre est le fils du docteur Joseph (1838-1900) et de Friederike (née Jacobsohn, 1838-1921) Marmorek. Il a trois frères (dont Oskar Marmorek (de), son frère aîné, un architecte viennois renommé) et une sœur. Alexandre Marmorek se marie, en 1910, avec Rachel Steinberg (1873-1963) qui est également médecin à Paris depuis 1900. Ils n'auront pas d'enfants.

## Carrière

### Médecin et biologiste
Il fait ses études de médecine à Vienne, où sa famille s'est installée. Il reçoit son diplôme de docteur en médecine en 1887 et, en 1894, à la suite de la publication de ses recherches sur les maladies septiques, il est invité par Louis Pasteur à joindre l'Institut à Paris, où il est nommé chef de laboratoire, en 1895. Il concentre ses recherches sur le streptocoque et développe un sérum anti-streptococcique pour le traitement de la fièvre scarlatine. En fait, le serum anti-streptococcique aura surtout des applications vétérinaires.
Le docteur Marmorek est envoyé, en octobre 1898, par l'Institut Pasteur, en mission à Vienne, à l'occasion de l'epidémie de peste qui s'était déclarée dans cette ville.
À partir de 1900, il s'engage dans la recherche d'un traitement de la tuberculose. À la suite de divergences d'opinion avec d'autres chercheurs, dont le directeur général Émile Roux, Alexandre Marmorek présente, sans avoir reçu l'approbation de l'Institut, le 17 novembre 1903, à l’Académie de médecine les résultats de ses recherches et ce qu'il croit être un vaccin contre la tuberculose. Par conséquent, il quitte l'Institut Pasteur et s’installe dans son propre laboratoire à Paris où il continue ses recherches, jusqu'en 1914.
Pendant la Première Guerre mondiale, incapable de continuer ses travaux de recherche, il se rend, ainsi que sa femme Rachel, en Transylvanie afin de donner des soins médicaux aux prisonniers de guerre alliés, décimés par des épidémies de typhus, de fièvre récurrente, de dysenterie et de choléra. Marmorek en revient très affaibli, ayant lui-même contracté la fièvre récurrente dont il s'est difficilement remis.
De retour à Paris, le professeur Charles Richet (lauréat du prix Nobel), lui offre son laboratoire, pour qu'il puisse immédiatement reprendre ses travaux. Marmorek poursuit ses recherches bactériologiques, sur les spirochètes. Il conçoit une théorie très originale pour expliquer les causes de l'immunisation et de la non-immunisation, qu'il expose dans un article de la Presse Médicale.

### Militant sioniste
En parallèle à sa carrière de médecin et chercheur en microbiologie, il participe au mouvement sioniste naissant. Il est membre de Kadimah, une organisation d’étudiants sionistes à Vienne. Il est parmi les organisateurs (ainsi que son frère Oscar) du Congrès sioniste (à partir du Premier congrès sioniste en 1897 jusqu'au 12e congrès en 1921), et fait partie du grand comité d'action. Il est très apprécié par Théodore Herzl dont il est un collaborateur infatigable et enthousiaste. Il collabore activement à l'organisation des institutions sionistes, telles que la Banque Coloniale et le Fonds National. En 1899, Alexandre et deux de ses frères, Oscar et Isidore Marmorek, fondent le journal L’Echo Sioniste qui paraîtra, par intermittence, jusqu’en 1921. Il fonde en 1901 la Fédération Sioniste de France et en est le premier directeur. Il s'oppose au Sionisme territorialiste et au projet Ouganda.

### Philanthrope
Alexandre Marmorek trouve également le temps de créer, en 1911, le Dispensaire Zadoc-Kahn, et de présider l'Université Populaire Juive (UPJ).

## Décès
Alexandre Marmorek est décédé le 12 juillet 1923, à Paris. Il est enterré le 15 juillet, en présence du professeur Félix Mesnil et du professeur Alexandre Besredka, représentant l'Institut Pasteur et de Léo Motzkin pour le mouvement sioniste, au cimetière juif de Bagneux, où il repose aux côtés de son épouse Rachel.

## Hommages
À la suite de la mission accomplie durant l'épidémie de peste à Vienne, il est fait chevalier de l'Ordre de François-Joseph et chevalier de la Légion d'honneur.
Le village Kfar Marmorek (he) et une rue (he) de Tel Aviv, en Israël, portent son nom.